# Anticapitalisme

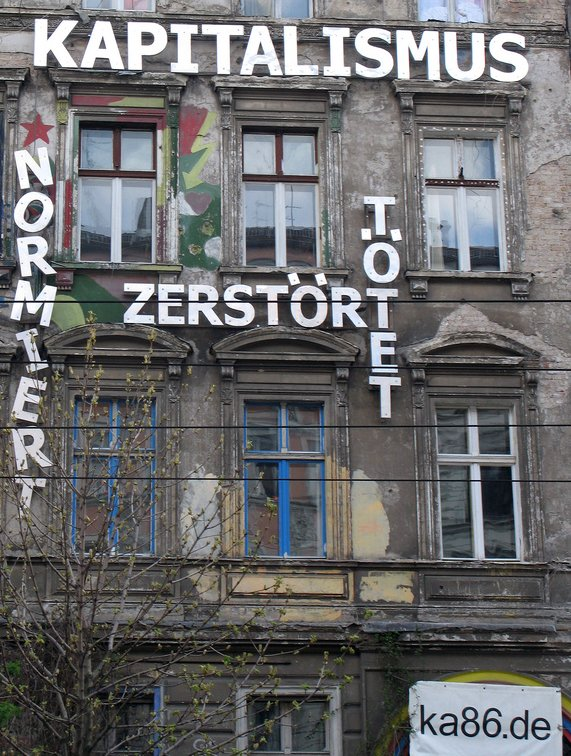
Slogan anticapitaliste sur un immeuble de Prenzlauer Berg à Berlin.

L'anticapitalisme regroupe un ensemble de mouvements qui s'opposent au capitalisme. Les aspects visés diffèrent selon les conceptions et peuvent notamment concerner, sans y être limités, le profit et l'importance de l'argent, la spéculation, le salariat, la concurrence économique, les effets considérés comme des effets néfastes du capitalisme sur la société telles les inégalités économiques et sociales qu'il entraîne, et la considération de son « immoralité » consécutive, la course d'accumulation induite et ses conséquences pour l'environnement,, ou les formes sociales de base du capitalisme.
Un spectre politique large et très divers s'est réclamé ou se réclame de l'anticapitalisme,,. En effet, on retrouve aussi bien des courants politiques anticapitalistes à gauche qu'à droite.

## Historique succinct
Les idées anticapitalistes se sont développées de pair avec l'essor du système capitaliste.
L'anticapitalisme socialiste naît dans les années 1840,. Porté par une classe ouvrière démographiquement croissante et pauvre, il se développera plus tard au sein de l'Association internationale des travailleurs (AIT, 1864-1872), dont il est le principal courant. L'AIT déclare que « l'assujettissement économique du travailleur au détenteur des moyens du travail, c'est-à-dire des sources de la vie, est la cause première de la servitude dans toutes ses formes, de la misère sociale, de l'avilissement intellectuel et de la dépendance politique ». Elle ajoute que « la lutte pour l'émancipation de la classe ouvrière n'est pas une lutte pour des privilèges et des monopoles de classe, mais pour l'établissement de droits et de devoirs égaux, et pour l'abolition de toute domination de classe ».
Au lendemain de l'écrasement militaire de la Commune de Paris en 1871, c'est la scission entre « marxistes » et « anarchistes » autour de la méthode pour abolir le capitalisme : les « marxistes » estiment nécessaire de participer aux élections, alors que les « anarchistes » prônent l'abstention. Ces courants sont par contre d'accord sur la nécessité d'une action des exploités eux-mêmes, par une révolution sociale, ainsi que sur l'internationalisme et la lutte contre la société divisée en classes sociales (pour une société sans classe).
Jusqu'en 1917, les marxistes étaient souvent dénommés « collectivistes » ou « socialistes ».
Aujourd'hui, l'anticapitalisme est divisé en trois grands courants :
- Les marxistes (communistes et socialistes révolutionnaires), dont certains se présentent aux élections.
- Les écologistes radicaux (altermondialistes, écologistes sociaux et objecteurs de croissance), qui choisissent souvent de se présenter aux élections aux côtés des marxistes.
- Les anarchistes qui refusent de se présenter aux élections, et prônent le plus souvent l'abstention.

## Courants se réclamant de l'anticapitalisme

### Anarchisme

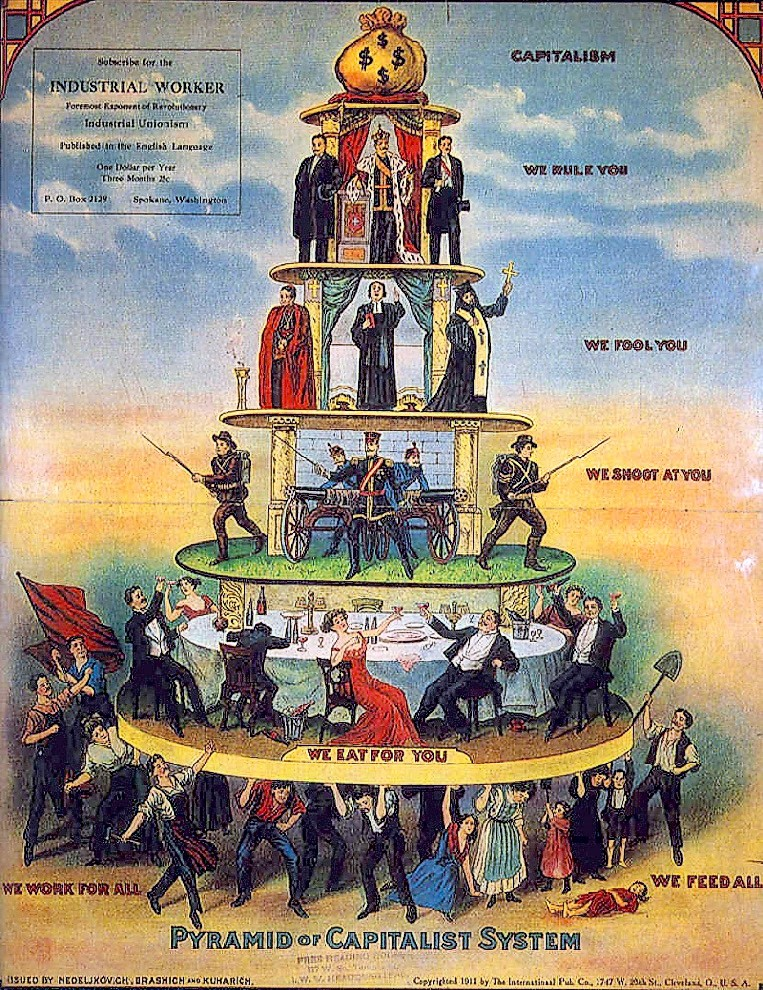
La pyramide du système capitaliste, selon l'organisation syndicale Industrial Workers of the World, en 1911.

Les anarchistes, nombreux à participer à l'insurrection de la Commune de Paris de 1871, s'investissent par la suite pour une partie dans l'anarcho-syndicalisme, et une autre dans l'anarcho-communisme. Ils sont au premier plan de la création de la CGT en France et de celle des Industrial Workers of the World dans les années 1910 et 1920 aux États-Unis. Ils jouent un rôle de premier plan avec la CNT en Catalogne aux côtés du POUM (communistes antistaliniens), contre le Parti communiste d'Espagne (sous la tutelle de Staline) lors de la révolution espagnole de 1936-1937. Ils furent aussi actifs pendant la Révolution russe de 1917.
Par la suite, l'anarchisme en tant que mouvement organisé a perdu une grande partie de son influence mais parvient à la fin du XXe siècle à subsister.

### Marxisme
Karl Marx consacre plusieurs décennies à étudier et expliquer le fonctionnement, l'histoire et le développement du mode de production capitaliste. Son plus célèbre ouvrage sur ce sujet est Le Capital dont le livre premier est publié en 1867. Marx arrive à la conclusion que le capitalisme est un système profondément et par nature inégalitaire, qui contraint les êtres humains à l'aliénation et à la lutte fratricide, qui doit donc être aboli.
Les marxistes participent à la fondation et au développement des partis socialistes qu'ils regroupent en 1889 au sein de la Deuxième Internationale. Cette dernière explose à la suite de l'éclatement de la Première Guerre mondiale en 1914. Seule une minorité s'oppose à la guerre et maintient des liens internationaux au cours des conférences de Kiental et de Zimmerwald en Suisse. C'est notamment sur la question de la guerre qu'éclate la Révolution russe en 1917, qui aboutit, après un processus de révolution permanente long de huit mois, à la prise du pouvoir par les bolcheviks. Les divisions apparues lors de la Première Guerre mondiale et les différentes attitudes vis-à-vis de la révolution russe font partie des causes du fractionnement du marxisme en de nombreux courants, aux orientations très différentes : réformisme, léninisme, luxemburgisme, conseillisme, etc.

#### École de Krisis
À la suite des interprétations du « marxisme hétérodoxe » (ou dit marxisme occidental), un nouveau courant théorique distinct de l'ensemble des marxismes, apparaît au tournant des années 1986-1987, d'abord en Allemagne (groupe Krisis), quand dans des versions peu différentes et chez plusieurs auteurs à différents endroits du monde, on voit la publication de nouvelles thèses assez proches dans leurs résultats.
Cette critique du capitalisme se fait non pas du point de vue du travail mais plutôt de la possibilité de son abolition. C'est une critique aussi bien du mode de distribution que du mode de production capitaliste en partant de l'analyse des catégories finalement reconnues comme historiquement spécifiques au capitalisme et que sont la valeur, la marchandise, l'argent, le travail, le capital. La critique est dite alors radicale, car elle analyse de façon approfondie les catégories qui sont à la base (à la racine) de la socialisation, de nous tous, dans le capitalisme. Elle est dite aussi pour cela, « critique catégorielle ».

### Syndicalisme révolutionnaire
Le syndicalisme révolutionnaire s'oppose au capitalisme directement sur le lieu de travail, et souhaite « l'émancipation intégrale, qui ne peut se réaliser que par l'expropriation capitaliste ». Les syndicalistes révolutionnaires désirent, pour la plupart, remplacer le capitalisme par le socialisme autogestionnaire.

### Écologie radicale
Certains courants de l'écologie politique sont partisans de la « fin du capitalisme », puisqu'ils l'estiment incompatible avec la protection de l'environnement. André Gorz et Jean Zin en sont les auteurs les plus notables.
Une partie d'entre eux se réclament de l'écosocialisme. Depuis peu le mouvement des objecteurs de croissance (et les décroissants) remettent eux aussi en cause le capitalisme qu'ils jugent trop productiviste. En France ils sont représentés par l'Association d'objecteurs de croissance (ADOC) regroupant le Mouvement des objecteurs de croissance (MOC) et le Parti pour la décroissance (PPLD). De plus certains altermondialistes radicaux (souvent proches des partis communistes ou d'extrême gauche) se réclament anticapitalistes. Même si au départ les altermondialistes ne remettent pas en cause la propriété privée, cette tendance prend de l'importance et, en France, altermondialiste devient de plus en plus synonyme d'anticapitaliste.[réf. nécessaire]

## Courants critiques vis-à-vis du capitalisme

### Certains courants chrétiens
Si les mouvements chrétiens sont généralement réfractaires à l'idée de révolution, et si la lutte contre les idéologies leur a paru plus urgente au cours des derniers siècles, il n'en reste pas moins que certaines traditions chrétiennes s'opposent au capitalisme.
Le philosophe Luc Ferry écrit ainsi : « On trouvera dans le Catéchisme officiel de l'Église (§ 2424) une explication de ce profond rejet à travers une critique du système capitaliste que Marx aurait pu signer des deux mains : « Une théorie qui fait du profit la règle exclusive et la fin ultime de l'activité économique est moralement inacceptable ». Ce n'est évidemment pas l'argent en soi, a fortiori son partage qui sont condamnés, mais ce glissement inexorable par lequel il devient fin plus que moyen, signant ainsi le passage d'une logique de l'être à une logique de l'avoir ».
Il s'est développé en Amérique latine un courant de chrétiens « communistes » ayant élaboré ce qui est appelé théologie de la libération. Ce courant a été condamné par le Vatican sous Jean-Paul II considérant qu'elle est incompatible avec le dogme de l'Église catholique romaine.
En France, le philosophe chrétien Emmanuel Mounier et son personnalisme rejoignent également l'anticapitalisme. Il écrivait ainsi dans la revue Esprit en juin 1935 : « L'avenir dira si l'authentique élan anticapitaliste qui anime au moins une fraction active du monde fasciste a l'importance et l'efficacité que nous lui souhaitons ». Le personnalisme chrétien de Mounier se réclame anticapitaliste, critiquant ce qu'il estime être une assimilation de l'être à l'avoir. Dans Trois tentations dans l’Église, l'historien Alain Besançon décrit, en s'y opposant, les sympathies anticapitalistes d'une partie de la hiérarchie catholique française.
Dans la première moitié du XIXe siècle, Etienne Cabet est un autre représentant de l'anticapitalisme chrétien, qui rejoint le communisme sur de nombreux points, mais pas sur ses prémisses. Pour Cabet, supprimer la propriété et instaurer une société qui revienne à un supposé communisme primitif, c'est revenir au seul vrai christianisme, corrompu par l’Église catholique. Il propose un système fondé sur la propriété collective, la suppression de la monnaie et le principe « À chacun suivant ses besoins. De chacun suivant ses forces ». L'individualisme est combattu, comme la recherche de la liberté : « la passion aveugle pour la liberté est une erreur, un vice, un mal grave ». Ainsi, pour des raisons différentes des marxistes, Cabet entend revenir à la vraie foi : « Le communisme, c’est le Christianisme […] c’est le Christianisme dans sa pureté, avant qu’il ait été dénaturé par le Catholicisme » (in Le vrai christianisme).
Sans aller jusqu'à une opposition franche au capitalisme, Bernard Perret s'interroge sur le fait que le capitalisme soit durable.
Les premières communautés chrétiennes ont été en outre souvent interprétées comme des ébauches de communautés communistes.

### Conservatisme et nationalisme
Parmi les différents courants de la droite au XIXe siècle, la droite « contre-révolutionnaire », aussi appelée « conservatrice », se méfie de la « modernité capitaliste », et de la morale du profit, incompatible avec les valeurs traditionnelles.
Parmi ces légitimistes, nombreux sont ceux qui œuvrent à l'élaboration d'un « Catholicisme social », mouvement cherchant à aider les ouvriers, avec toutefois un certain paternalisme. Parmi ces hommes politiques, La Tour du Pin et Albert de Mun en sont des exemples.
L'historien français Michel Winock note que de même au XXe siècle, cette droite « dure », opposée aux autres droites comme celle de Charles de Gaulle, ou de Valéry Giscard d'Estaing se caractérise par la xénophobie, le nationalisme, l'antisémitisme et l'anticapitalisme.
Notamment sous l'influence des traditions religieuses, l'aile traditionaliste de l'extrême droite peut voir l'argent comme malsain et corrupteur des valeurs morales ; par exemple, le maréchal Pétain déclarait à propos de l'argent : « Pour notre société dévoyée, l'argent, trop souvent serviteur et instrument du mensonge, était un moyen de domination ». 
Pour certains, comme Édouard Drumont, cette rhétorique s'accompagne également d'un discours antisémite.
Par souci de nationalisme, certains rejettent l'idée que des étrangers puissent avoir une influence, ou que des citoyens fassent passer leur intérêt financier avant les intérêts nationaux notamment en faisant des affaires avec des étrangers ; par conséquent certains réclament un contrôle fort sur les financiers et les acteurs du commerce international, collectivement flétris comme « apatride », et sur les sociétés de capitaux caractéristiques du capitalisme, a fortiori lorsqu'il s'agit de multinationales. Leur idéal est plutôt la société de personnes, ou mieux encore le petit entrepreneur individuel tels que l'artisan, l'agriculteur ou le professionnel libéral (médecin, avocat…).
Cette critique s'accompagne rarement d'une remise en cause de la petite propriété privée même pour les moyens de production, et à ce titre n'est pas vue comme anticapitaliste par des radicaux, mais elle vise bien le grand capital et les structures sociales associées (grandes entreprises, salariat massif).

### Nazisme
Bien que le nazisme se réclame du socialisme, il n'entretient pas de rapports avec les mouvements et courants socialistes, et leur voue au contraire une hostilité radicale qui leur vaut d'être réprimés et interdits dès l'accession d'Hitler au pouvoir.
Les nazis estiment que le capitalisme cause des torts aux Nations de par la finance internationale, la domination économique des grandes entreprises et de l'influence supposée des Juifs. Les affiches de propagande nazies destinées aux quartiers ouvriers exacerbaient l'anticapitalisme. Sur l'une d'entre elles était écrit : « Le maintien d'un système industriel pourri n'a rien à voir avec le nationalisme. Je peux aimer l'Allemagne et détester le capitalisme ».
Hitler exprimait, autant en public qu'en privé, un profond mépris pour le capitalisme, l'accusant de prendre les nations en otage au bénéfice des intérêts d'une classe de rentiers cosmopolites et parasites. Il s'opposait à l'économie de marché et à la recherche effrénée du profit, et souhaitait une économie respectueuse de l'intérêt général. Il n'estimait pas le capitalisme digne de confiance en raison de sa nature égoïste, et lui préférait une économie dirigiste subordonnée aux intérêts du peuple. Hitler affirma en 1934 à un cadre du parti que « le système économique contemporain était la création des Juifs ». Hitler confia un jour à Benito Mussolini que « le capitalisme a fait son temps ». Hitler estimait également que la grande bourgeoisie d'affaires « ne connaissait rien d'autre que les profits. La Patrie n'est qu'un mot pour eux ». Hitler considérait Napoléon comme un modèle pour son comportement anticonservateur, anticapitaliste et antibourgeois.
Dans Mein Kampf, Hitler témoigne de son attachement au mercantilisme, car il pensait que les ressources économiques liées à un territoire devaient être réquisitionnées par la force. Il croyait que l'application du concept d'espace vital apporterait à l'Allemagne ces territoires précieux pour l'économie. Il pensait que le seul moyen de maintenir la sécurité économique était de maintenir un contrôle direct sur les ressources plutôt que de dépendre du commerce international. Il affirmait que faire la guerre pour s'octroyer ces ressources était le seul moyen de devancer le système économique capitaliste déclinant.
Nombreux sont les nazis embrassant des convictions socialistes révolutionnaires et anticapitalistes, et tout particulièrement Ernst Röhm, le chef de la Sturmabteilung (SA)[citation nécessaire]. Röhm affirmait que l'arrivée des nazis au pouvoir constituait une révolution nationale, mais il déclara avec insistance qu'une « seconde révolution » socialiste était nécessaire pour que l'idéologie nazie soit aboutie[citation nécessaire]. Les SA de Röhm attaquèrent les personnes jugées complices du mouvement réactionnaire. Hitler considérait que les actions entreprises par Röhm de sa propre initiative étaient irrespectueuses, menaçaient potentiellement son autorité et mettaient en péril le régime en s'aliénant la sympathie du Président Paul von Hindenburg et de la frange conservatrice de l'armée allemande. Cela conduit Hitler à mener des purges parmi les éléments les plus radicaux des SA, y compris Röhm. Un autre nazi radical, le ministre de la Propagande Joseph Goebbels affirmait le caractère pleinement socialiste du nazisme, et écrivit dans son journal personnel que s'il devait choisir entre le Bolchévisme et le capitalisme, « en définitive », « il serait préférable pour nous d'aller vers le bas avec le bolchevisme que de vivre dans l'esclavage éternel du capitalisme ».
Cependant, selon Ian Kershaw, « loin de porter atteinte au capitalisme, Hitler en fit un auxiliaire de l’État ».